# Coffey (Missouri)
Coffey é uma cidade localizada no estado americano de Missouri, no Condado de Daviess.

## Demografia
Segundo o censo americano de 2000, a sua população era de 140 habitantes.
Em 2006, foi estimada uma população de 143, um aumento de 3 (2.1%).

## Geografia
De acordo com o United States Census Bureau tem uma área de
0,5 km², dos quais 0,5 km² cobertos por terra e 0,0 km² cobertos por água. Coffey localiza-se a aproximadamente 285 m acima do nível do mar.

## Localidades na vizinhança
O diagrama seguinte representa as localidades num raio de 20 km ao redor de Coffey.